# أوزاكي هوساي
أوزاكي هوساي (باليابانية: 尾崎 放哉، وبالإنجليزية: Ozaki Hōsai) هو هايغو (اسم قلمي في الهايكاي) للشاعر الياباني أوزاكي هيديو (尾崎 秀雄؛ 1885–1926)، ويُعدّ من أبرز شعراء الهايكو الحر في أواخر حقبة مييجي وبدايات تايشو؛ وتتّسم قصائده بنبرة وحدةٍ وعزلة انعكاسًا لسنواته الأخيرة من المرض والفقر والانقطاع.

## السيرة المبكرة والتعليم
وُلد هوساي في توتوري وتلقّى تعليمه العالي في طوكيو. بدأ نظم الهايكو في المدرسة ثم في الجامعة، وتتلمذ على الشاعر أوجيوارا سيسنسوي، أحد رموز تيار الهايكو الحر.

## النشاط الأدبي والهايكو الحر
شهد هوساي انبثاق حركة الهايكو الحر (تحرّر من الوزن 5–7–5 واللغة الكلاسيكية) وأسهم فيها عبر نصوص قصيرة مكثّفة ولغة يومية وصور خاطفة. عمل في وظائف مدنية، لكن إدمانه على الكحول واضطراب صحته قاداه إلى ترك العمل والانعزال في معابد وأديرة عدّة.

## الأسلوب والموضوعات
تخلو هايكوات هوساي غالبًا من القيود العَروضية، وتميل إلى جُمَلٍ تقريرية شديدة الإيجاز تلتقط لحظة وعي فردية، وتشيع فيها ثيمات الوحدة والمرض والفقر، خصوصًا في سنواته الأخيرة.

## أعمال مختارة
- مجموعة هايكو «大空» (مذكورة ضمن نتاجه في مصادر المتحف الأدبي بمحافظة هيوغو)[7].
- مختارات بالإنجليزية: Right under the big sky, I don't wear a hat: the haiku and prose of Hōsai Ozaki، ترجمة Hiroaki Sato، ستون بريدج برس، 1993[8].

## الوفاة والإرث
اعتزل هوساي في نانغو آن (南郷庵) بجزيرة شودوشيما حيث توفي في 7 أبريل 1926. ويُستعاد إرثه اليوم في متاحف ومناسبات أدبية محلية في توتوري وهيوغو، باعتباره من رموز تحوّل الهايكو الحديث في اليابان.